# Lepisorus validinervis
Lepisorus validinervis är en stensöteväxtart som först beskrevs av Kze., och fick sitt nu gällande namn av Li Wang. Lepisorus validinervis ingår i släktet Lepisorus och familjen Polypodiaceae. Utöver nominatformen finns också underarten L. v. longissima.